# Гребля Дуера

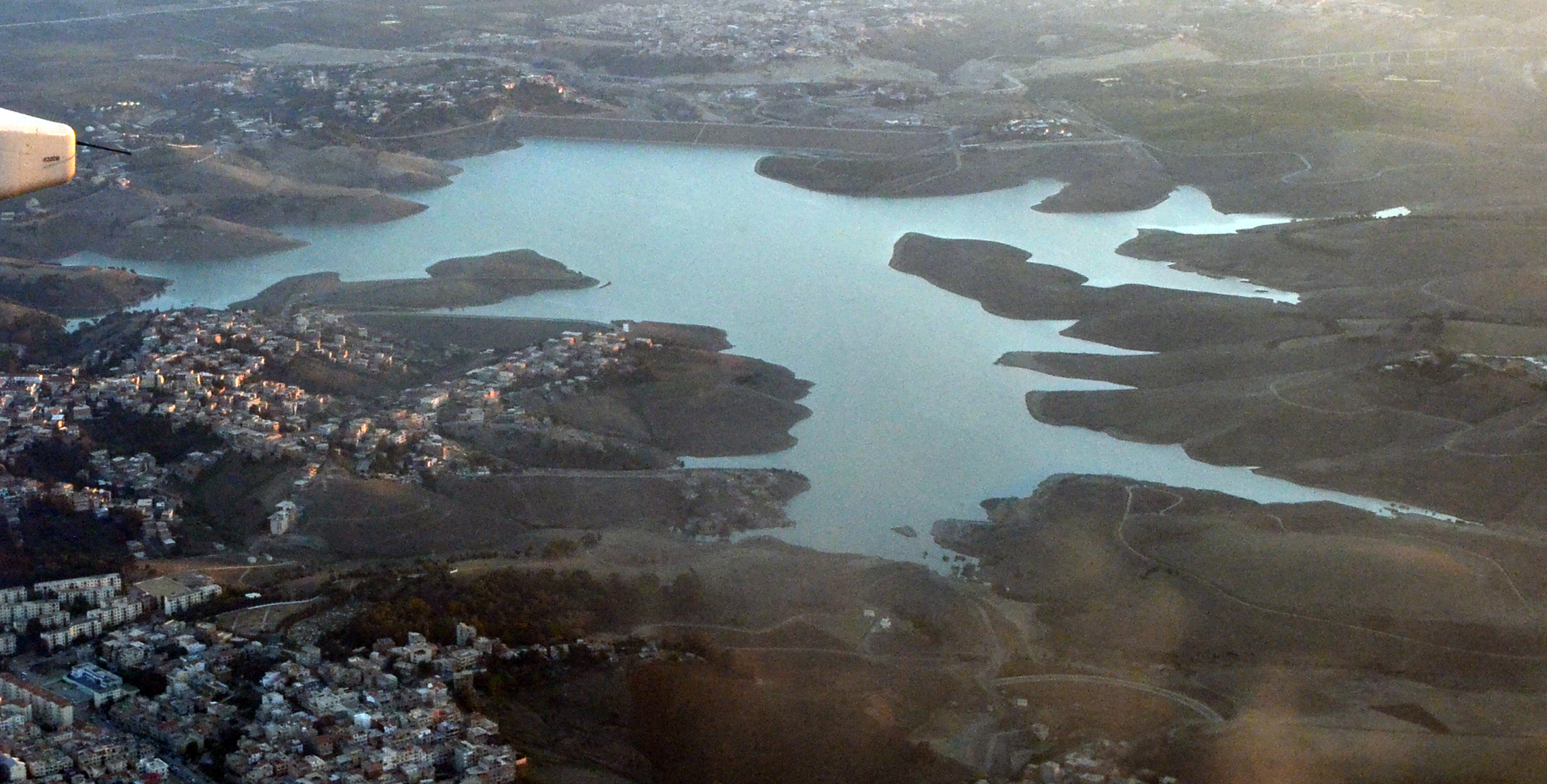
Вид водосховища греблі

Гребля Дуера (Douera)  – гідротехнічна споруда на півночі Алжиру, на південно-західних околицях столиці країни міста Алжир. 
Греблю звели в 2005 – 2010 роках на малому уеді Бен-Амар, який знаходиться на правобережжі сточища  уеду Мазафран, що впадає до Середземного моря за два десятки кілометрів на захід від міста Алжир. Завданням споруди є накопичення ресурсу для водопостачання та іригації у водосховищі об’ємом 87 млн м3, при цьому водозбірний басейн вище від споруди складає лише 10 км2 та забезпечує середньорічне надходження лише 2,1 млн м3, тому головним джерелом наповнення водосховища має бути перекидання ресурсу: 
-  з уеду Ель-Гаррач (El Harrach), який стікає з північного схилу Тель-Атласу та впадає до Середземного моря прямо в центрі міста Алжир (тобто на схід від греблі). Введена в дію у 2009 році транспортна система теоретичною потужністю 71 млн м3 на рік включає водозабірну греблю на Ель-Гаррач в районі виходу останнього з гір (дещо нижче від Хаммам-Мелуан), басейни для очистки води та трубопровід довжиною 24 км, перекачування води по якому забезпечує насосна станція продуктивністю 8 м3/с;
- з уеду Мазафран в обсягах до 39 млн м3 на рік. Цей проект планували здійснити значно пізніше за спорудження греблі Дуера. 
В межах проекту долину уеду Бен-Амар перекрили земляною греблею із глиняним ядром висотою 85 (за іншими даними – 79)  метрів, довжиною 820 метрів та шириною від 12 (по гребеню) до 426 (по основі) метрів. Також для закриття сідловин знадобились дві дамби висотою 14 та 32 метра. Під час будівництва потрібно було здійснити екскавацію 2,85 млн м3 та відсипку 8,46 млн м3, при цьому гребля потребувала 6,35 млн м3 матеріалу, а дамби – 1,1 млн м3. Крім того, використали 39 тис м3 бетону). На час будівництва пропуск води забезпечили за допомогою тунелю довжиною 383 метра з пропускною здатністю 18,5 м3/с. 
Гребінь греблі знаходиться на позначці 138 метрів НРМ, а нормальний рівень водосховища визначений як 142 метра НРМ.